# Питкянен, Йони
Йони Питкянен (фин. Joni Pitkänen; 19 сентября 1983, Оулу, Финляндия) —  финский хоккеист, защитник. В настоящее время является неограниченно свободным агентом.
Профессиональную карьеру Йони начал в Финляндии, где на протяжении 3 лет выступал за «Кярпят». На драфте НХЛ 2002 года был выбран в 1-м раунде под общим 4-м номером клубом «Филадельфия Флайерз». В Северной Америке начал играть с сезона 2003/04 и игроком «Флайерз» был в течение 5 лет. Затем один сезон провёл в «Эдмонтон Ойлерз». Последним клубом Национальной хоккейной лиги (НХЛ), за который выступал Питкянен был «Каролина Харрикейнз». Во время локаута в НХЛ в сезоне 2004/05 играл в «Филадельфия Фантомс». В апреле 2013 года защитник получил тяжёлую травму — перелом пяточной кости, после чего не играет и продолжает восстанавливаться от последствий повреждения.

## Достижения
- Участник матча молодых звёзд НХЛ (2004)

## Личностная характеристика
По словам российского хоккеиста Дениса Гребешкова, игравшего вместе с Питкяненом за «Эдмонтон Ойлерз» в сезоне 2007/2008, финский защитник всё время держался в коллективе особняком, ни с кем не общаясь. За четыре года, проведённых в Северной Америке, Питкянен практически не выучил английский язык.

## Статистика
Последнее обновление: 1 февраля 2016 года
```
                                            --- Regular Season ---  ---- Playoffs ----
Season   Team                        Lge    GP    G    A  Pts  PIM  GP   G   A Pts PIM
--------------------------------------------------------------------------------------
2000-01  Karpat                      SM-li  21    0    0    0   10   2   0   0   0   2
2001-02  Karpat                      SM-li  49    4   15   19   65   4   0   0   0  12
2002-03  Karpat                      SM-li  35    5   15   20   38  --  --  --  --  --
2003-04  Philadelphia Flyers         NHL    71    8   19   27   44  15   0   3   3   6
2004-05  Philadelphia Phantoms       AHL    76    6   35   41  105  21   3   4   7  16
2005-06  Philadelphia Flyers         NHL    58   13   33   46   78   6   0   2   2   2
2006-07  Philadelphia Flyers         NHL    77    4   39   43   88  --  --  --  --  --
2007-08  Edmonton Oilers             NHL    63    8   18   26   56  --  --  --  --  --
2008-09  Carolina Hurricanes         NHL    71    7   26   33   58  18   0   8   8  16
2009-10  Carolina Hurricanes         NHL    71    6   40   46   72  --  --  --  --  --
2010-11  Carolina Hurricanes         NHL    72    5   30   35   60  --  --  --  --  --
2011-12  Carolina Hurricanes         NHL    30    2   12   17   16  --  --  --  --  --
2012-13  Carolina Hurricanes         NHL    22    1    8   12    8  --  --  --  --  --
--------------------------------------------------------------------------------------
         NHL Totals                        535   57  225  282  484  39   0  13  13  24

```